# Pro dostavbu JETE
Pro dostavbu JETE, z.s. je spolek založený v roce 2020. Předsedkyní a spoluzakladatelkou spolku je komunální politička Ivana Kerlesová.

## Účel spolku
Spolek si klade za cíl podpořit urychlení rozhodnutí o dostavbě Jaderné elektrárny Temelín a při výstavbě využít zejména regionální firmy. Usiluje rovněž o podporu rozvoje jaderné energetiky v České republice. K roku 2020 spolek sdružoval více než 50 členů.

## Aktivity spolku
V březnu 2021 zaslal spolek jihočeským poslancům a senátorům otevřený dopis, ve kterém je žádal, aby byla upřednostněna dostavba Temelína před elektrárnou Dukovany. Dne 27. září 2021 prezident republiky Miloš Zeman podepsal zákon o opatřeních k přechodu Česka k nízkouhlíkové energetice (tzv. lex Dukovany), kterým byly z výstavby Dukovan vyloučeny ruské a čínské firmy. Spolek upozornil, že tímto zákonem byly z dodavatelského řetězce vyřazeny také české firmy s majetkovou účastí ruských subjektů.
V červnu 2021 spolek zahájil diskusi, zda Česko dokáže vyvinout vlastní jaderné energetické zařízení generace III+. Skupina ČEZ označila vývoj velkých jaderných bloků v zemi za nereálný.
V listopadu 2021 spolek navrhl vystoupení společnosti ČEZ ze společného evropského trhu s energiemi. Spolek si od tohoto aktu sliboval snížení ceny energií. Energetická skupina ČEZ tento návrh odmítla s odůvodněním, že působení na společném trhu je vázáno evropskými dohodami.